# سعود الخاطر
سعود الخاطر لاعب كرة قدم قطري . يلعب حالياً في نادي الوكرة.
كانت بداياته مع نادي الوكرة و انتقل إلى نادي الجيش في عام 2013 .

## نادي الدحيل
في عام 2017 صدر قرار بدمج نادي لخويا مع نادي الجيش تحت مسمى نادي الدحيل و انظم بعدها إلى نادي الدحيل و أعاره الدحيل إلى نادي الريان و اعاره في موسم 2018 إلى نادي السيلية و أعاره في موسم 2019 إلى نادي الوكرة.

## روابط خارجية
- سعود الخاطر على موقع قاعدة بيانات كرة القدم.إي يو (الإنجليزية)
- سعود الخاطر على موقع Soccerway.com (الإنجليزية)

سعود الخاطر